# گئورگ الکساندر پیک
گئورگ الکساندر پیک (انگلیسی: Georg Alexander Pick؛ ۱۰ اوت ۱۸۵۹ – ۲۶ ژوئیهٔ ۱۹۴۲) یک دانشمند در زمینه ریاضیات اهل اتریش بود.